# Jiangmen Underground Neutrino Observatory
JUNO (Jiangmen Underground Neutrino Observatory) è un esperimento di oscillazione di neutrini ai reattori nucleari. Attualmente JUNO è in costruzione a Kaiping, Jiangmen, nella provincia di Guangdong, nel sud della Cina. Lo scopo principale dell'esperimento è determinare la gerarchia della massa dei neutrini, ovvero se il neutrino {\displaystyle \nu _{1}} è il più pesante o il più leggero dei tre neutrini {\displaystyle \nu _{1},\,\nu _{2},\,\nu _{3}}. JUNO sarà anche in grado di eseguire misure di precisione degli elementi della matrice Pontecorvo–Maki–Nakagawa–Sakata e funzionerà come osservatorio di neutrini extra-terrestri a bassa energia.

## Storia
La collaborazione è stata costituita nel luglio 2014 e la costruzione è iniziata il 10 gennaio 2015. Il finanziamento è fornito principalmente dall’Accademia Cinese delle Scienze, ma JUNO è una collaborazione internazionale che conta più di 750 fisici da 75 istituti di ricerca in 17 nazioni. La collaborazione italiana è finanziata dall'Istituto Nazionale di Fisica Nucleare.
JUNO è stato inizialmente progettato come seguito dell'esperimento sui neutrini  Daya Bay (col nome Daya Bay II). Originariamente doveva essere situato nella stessa area di Daya-Bay, ma la costruzione di un terzo reattore nucleare (la centrale nucleare di Lufeng ) in quella regione avrebbe reso impossibile l'esperimento, che richiede che il rivelatore sia alla stessa distanza da tutti i reattori nucleari vicini.  JUNO è stato quindi installato 250 km ad ovest di Daya-Bay, nella città di Jiangmen che si trova a 53 km da entrambe le centrali nucleari di Yangjiang e Taishan, che forniscono una potenza termica di 36 GW. JUNO dovrebbe essere completato entro la fine del 2024 ed iniziare la presa dati nel 2025.

## Rivelatore
Il rivelatore centrale  consiste di 20.000 tonnellate di scintillatore liquido a base di alchilbenzene lineare (LAB)  contenute in una sfera di materiale acrilico di 35,4 metri di diametro. Quando i neutrini attraversano il rivelatore, in piccolissima parte interagiscono con lo scintillatore liquido, producendo luce di scintillazione, che viene rivelata da 17.612 tubi fotomoltiplicatori (PMT)  da 51 cm di diametro disposti su una struttura di acciao inossidabile che circonda la sfera.  25.600 fotomoltiplicatori più piccoli (da 7,6 cm) sono disposti a riempire gli spazi fra i fotomoltiplicatori più grandi. La sfera è immersa in una piscina d'acqua dotata di 2000 tubi fotomoltiplicatori aggiuntivi per identificare gli eventi generati da muoni cosmici, che vanno esclusi dalla presa dati; l'acqua funziona anche da schermo passivo della radioattività naturale. Test dell'elettronica di lettura dei fotomoltiplicatori sono stati condotti alla stessa profondità in cui questi opereranno nell'esperimento. JUNO è montato sottoterra ad una profondità di circa 700 m e sarà in grado di rivelare gli antineutrini emessi dai reattori nucleari con un'eccellente risoluzione energetica:   3% ad 1 MeV, mai raggiunta in precedenza da esperimenti di neutrini con scintillatore liquido.  La costruzione sotterranea si rende necessaria per abbattere il fondo generato dai muoni di origine cosmica.
JUNO è costruito ad una distanza dai reattori molto maggiore di Daya-Bay (53 km rispetto a circa 1,5 km), perché in questo modo è in grado di misurare sia le oscillazioni caratteristiche dei neutrini solari, che quelle dei neutrini atmosferici (si veda anche la figura); solo con questa disposizione è possibile misurare gli effetti indotti dalla gerarchia di massa dei neutrini (l'idea concettuale di questa misura risale al 2003). Questa configurazione richiede però un rivelatore molto più grande di quelli di Daya-Bay (20.000 tonnellate verso 20 tonnellate) costruito ad una profondità maggiore per essere meglio schermato dai fondi dei muoni cosmici.

### TAO
Il Taishan Antineutrino Observatory (TAO, conosciuto anche come JUNO-TAO) è un esperimento satellite di JUNO, composto da un contenitore sferico in acrilico contenente 2,8 ton di scintillatore liquido dopato con gadolinio, situato a circa 30 m da uno dei nuclei della centrale nucleare di Taishan. La luce di scintillazione verrà rivelata da 10 m2 di fotomoltiplicatori al silicio (SiPM) con una efficienza di rivelazione di fotoni migliore del 50% e una copertura pressoché totale della superficie sferica. Il rivelatore opererà ad una temperatura di -50 gradi C per abbassare ad un livello accettabile il rumore di fondo dei SiPM. TAO sarà in grado di rivelare circa 2000 antineutrini al giorno, ed è progettato per essere ben schermato da fondi di origine cosmica e dalla radioattività naturale, per raggiungere un rapporto segnale-rumore di almeno 10.
Il suo scopo è di misurare lo spettro degli antineutrini emessi dal reattore con una precisione migliore dell'1%, per fornire uno spettro dei neutrini non oscillati (a 30 m dalla sorgente le oscillazioni non sono praticamente ancora sviluppate) e una misura di riferimento per verificare i database di reazioni nucleari.

## Fisica

Probabilità di oscillazione prevista degli antineutrini elettronici (in nero) che oscillano negli antineutrini muonici (blu) o tau (rossi), in funzione della distanza dalla sorgente. Gli esperimenti esistenti misurano il primo minimo relativo nella curva nera a 500 km/GeV; JUNO osserverà il tutti i minimi relativi ed il minimo assoluto a 16000 km/GeV. Per neutrini del reattore con un'energia di ≈3 MeV, le distanze del primo minimo relativo e del minimo assoluto sono ≈1,5 km e ≈50 km, rispettivamente. Questo grafico è calcolato sulla base dei valori attuali dei parametri di oscillazione; la misura sperimentale di JUNO permetterà una migliore determinazione dei parametri effettivi.

JUNO misurerà le oscillazioni dei neutrini attraverso la rivelazione di antineutrini dell'elettrone (νe) generati da due centrali nucleari a circa 53 km di distanza. Il flusso di neutrini emesso dai reattori nucleari sarà noto dai dati raccolti nel rivelatore TAO e dalla conoscenza dei processi nei reattori nucleari. Il flusso misurato in JUNO sarà pesantemente modificato dalle oscillazioni di neutrini, per cui la misura precisa dello spettro energetico dei neutrini in JUNO,  permette di estrarre i parametri delle oscillazioni atmosferiche e solari (si veda anche la figura). Dall'interferenza di queste due oscillazioni è possibile estrarre il valore della gerarchia di massa dei neutrini, con una sensibilitá statistica di circa 3σ, ma anche misurare i parametri di oscillazione {\displaystyle \Delta m_{21}^{2},\,\Delta m_{32}^{2}\,{\rm {{e}\;{\rm {{sin}^{2}\theta _{12}}}}}}con una precisione dell'1%, migliorando di quasi un ordine di grandezza la precisione sperimentale attuale.
JUNO sarà inoltre un eccellente osservatorio di neutrini a bassa energia, in grado di misurare neutrini atmosferici, neutrini solari,   geoneutrini,  neutrini delle supernovae così come vari canali di decadimento del protone. In queste misure sarà fortemente complementare agli altri due grandi esperimenti di oscillazione di neutrini in costruzione: DUNE (Deep Underground Neutrino Experiment) negli Stati Uniti e Hyper-Kamiokande in Giappone.